# Sam Griesel
Samuel Achim Griesel, detto Sam (Lincoln, 22 marzo 2000), è un cestista tedesco con cittadinanza statunitense.

## Carriera

### Nazionale
Nel 2019 ha disputato, con la Germania under 20, l'Europeo di categoria, concluso al terzo posto finale.